# Diego Salcedo

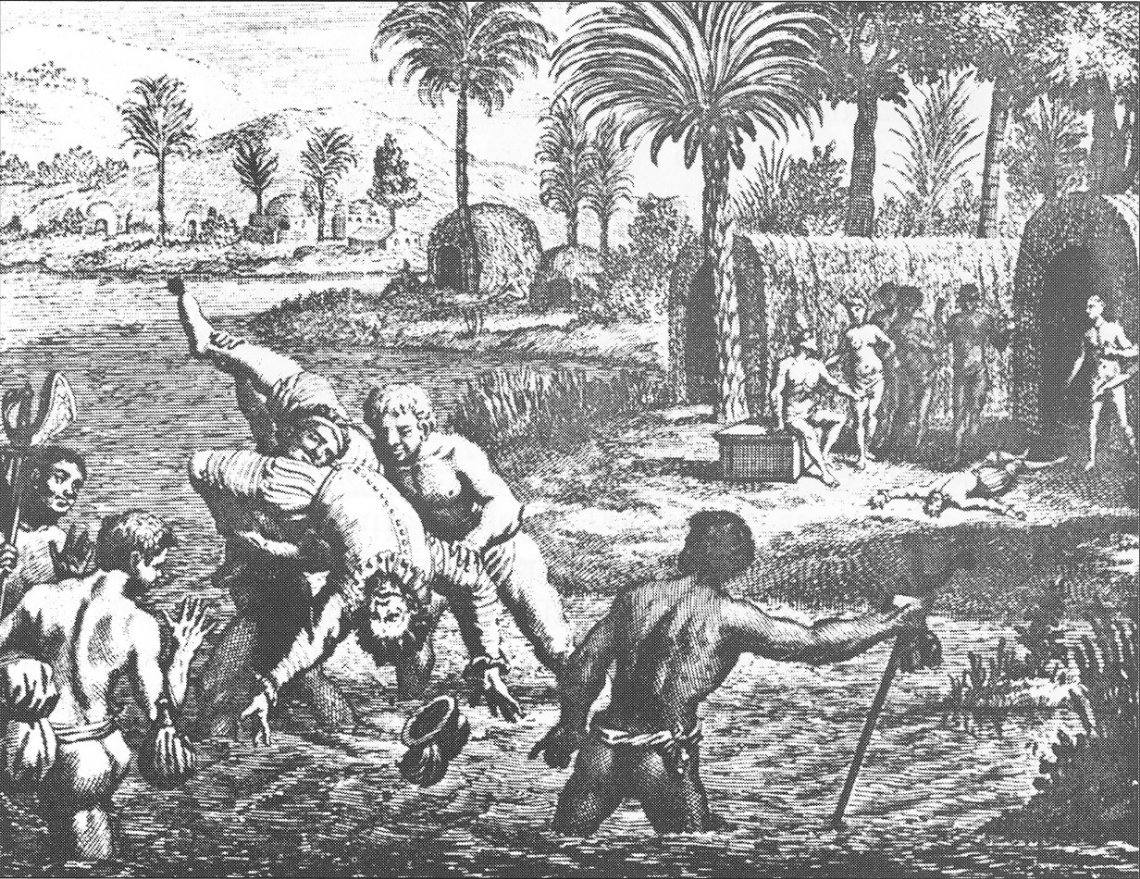
Illustrazione dell'annegamento di Diego Salcedo durante la ribellione del popolo Taino

Diego Salcedo (... – 1511) fu un soldato spagnolo che si dice essere vissuto durante la colonizzazione spagnola delle Americhe.

## Biografia
Secondo la leggenda divenne un'involontaria parte della storia di Porto Rico grazie alla sua morte avvenuta per mano degli indiani Taino, che cercavano di capire se si trattasse di una divinità. La scoperta della sua mortalità portò gli indiani a combattere gli spagnoli.
Nonostante la storia di Salcedo sia citata in molti libri, ed insegnata nelle scuole, molti storici credono che sia stata inventata per fomentare un sentimento di rabbia e paura verso i Taíno, giustificando la colonizzazione, lo schiavismo ed il susseguente genocidio degli indigeni.

## La morte di Salcedo
Secondo la storia, Salcedo morì nel 1511 durante un viaggio a Porto Rico, quando gli indiani Taíno guidati da Agueybana II (fratello del grande cacique Taino Agueybana) e dal cacique di Añasco, Urayoán, lo annegarono nel Rio Grande de Añasco per capire se gli spagnoli fossero veramente dei, come essi credevano. Storicamente esistono due versioni del modo in cui Salcedo trovò la morte. Secondo molti libri al soldato sarebbe stato detto che nel lago avrebbe trova molte donne. Una volta entrato non trovò le donne, ma uomini che lo annegarono. L'altra versione parla di un Salcedo cui sarebbe stata offerta una corsa sul fiume tra le braccia dei Taíno. Fu affogato e tenuto per giorni in modo da assicurarsi che fosse veramente morto. Dopo la sua morte i Taíno trovarono il coraggio di dichiarare guerra agli spagnoli di Porto Rico. Il risultato fu la ribellione Taino del 1511. Gli indiani furono rapidamente sconfitti dal migliore armamento degli spagnoli e dalla loro esperienza bellica.

## Leggenda
Una leggenda locale parla di una donna fantasma indiana, probabile amante di Salcedo, che ancora cerca il luogo dell'annegamento nell'odierna Añasco. Questa credenza è dimostrata anche da un verso dell'inno municipale che recita:

## Salcedo nella cultura di massa
Salcedo viene citato in una canzone della band rock portoricana Fiel a la Vega. La canzone è intitolata El Asunto: Salcedo Sigue Siendo Mortal e compara il governo spagnolo dell'isola all'invasione statunitense del 1898.